# ʫ
Cette page contient des caractères spéciaux ou non latins. S’ils s’affichent mal (▯, ?, etc.), consultez la page d’aide Unicode.
ʫ, appelé lez ou ligature lz, est une lettre additionnelle de l’écriture latine qui est utilisée dans les extensions de alphabet phonétique international pour représenter une consonne fricative latéro-médiane alvéolaire voisée.

## Représentations informatiques
Le lez peut être représentée avec les caractères Unicode (alphabet phonétique international) suivants :
| formes    | représentations | chaînes de caractères | points de code | descriptions                        |
| --------- | --------------- | --------------------- | -------------- | ----------------------------------- |
| minuscule | ʫ               | ʫ                     | U+02AB         | lettre minuscule latine digramme lz |